# Anna Stensson
Anna Vilhelmina Stensson, tidigare Ekelund, född 19 februari 1862 i Umeå stadsförsamling, Västerbottens län, död 31 maj 1927 i Örebro Olaus Petri församling, Örebro län, var en svensk rösträttsaktivist. Hon var verksam i kampanjen för införandet av kvinnlig rösträtt i Sverige, och ordförande för Föreningen för kvinnans politiska rösträtt i Skellefteå 1907–1911. 